# Vaslui (županija)
Vaslui (IPA: [va.'sluj]) županija nalazi se u sjevero-istočnoj Rumunjskoj, u povjesnoj pokrajini Moldaviji. Glavni grad županije je Valsui.

## Demografija
Po popisu stanovništva iz 2002. godine na prostoru županije Vaslui živi 455,049 stanovnika, dok je prosječna gustoća naseljenosti 86 stan/km².
- Rumunji - preko 98%[1]
- Romi, ostali

| Godina | Ukupno stanovnika |
| ------ | ----------------- |
| 1948   | 344,917           |
| 1956   | 401,626           |
| 1966   | 431,555           |
| 1977   | 437,251           |
| 1992   | 461,374           |
| 2002   | 455,049           |

## Zemljopis
Županija Vaslui ima površinu od 5.318 km ².
Županija se nalazi u nizini između rijeke Prut na istoku i rijeka Bârlad  i Siret koji teku središnjim dijelom županije.

#### Susjedne županije
- REgije Cantemir i Raionul u Moldovi na istoku .
- Neamţ, Bacău i Vrancea na zapad.
- Iaşi na sjeveru.
- Galaţi  na jugu.

## Gospodarstvo
Županija Vaslui je industrializirana tijekom komunističkoga razdoblja tijekom 1990-ih velike tvornice odlaze u stečaj. Danas se županijska industrija temelji na poljoprivredi na selu i industriji u gradovima.
Glavne gospodarske grane u županiji:
- metalurgija
- kemijska industrija
- poljoprivreda, proizvodnanja hrane
- tekstilna industrija

## Administrativna podjela
Županija je podjeljena na tri municipije, dva grada i 81 općinu.

### Municipiji
- Vaslui
- Bârlad
- Huşi

### Gradovi
- Murgeni
- Negreşti

### Općine
| - Albeşti - Alexandru Vlahuţă - Arsura - Băcani - Băceşti - Bălteni - Banca - Berezeni - Blăgeşti - Bogdana - Bogdăneşti - Bogdăniţa - Boţeşti - Buneşti-Avereşti - Ciocani - Codăeşti - Coroieşti - Costeşti - Cozmeşti | - Creţeşti - Dăneşti - Deleni - Deleşti - Dimitrie Cantemir - Dodeşti - Dragomireşti - Drânceni - Duda-Epureni - Dumeşti - Epureni - Fălciu - Fereşti - Fruntişeni - Găgeşti - Gârceni - Ghergheşti - Griviţa - Hoceni | - Iana - Ibăneşti - Ivăneşti - Iveşti - Laza - Lipovăţ - Lunca Banului - Măluşteni - Micleşti - Muntenii de Jos - Muntenii de Sus - Olteneşti - Oşeşti - Pădureni - Perieni - Pochidia - Pogana - Pogoneşti - Poieneşti | - Puieşti - Pungeşti - Puşcaşi - Rafaila - Rebricea - Roşieşti - Soleşti - Stănileşti - Ştefan cel Mare - Şuletea - Tăcuta - Tanacu - Tătărăni - Todireşti - Tutova - Văleni - Vetrişoaia - Viişoara - Vinderei | - Voineşti - Vultureşti - Vutcani - Zăpodeni - Zorleni |

## Vanjske poveznice
- Vaslui-Turism.ro  Arhivirana inačica izvorne stranice od 6. ožujka 2009. (Wayback Machine) - Turistička zajednica Vaslui županije